# Marion Legrand
Marion Legrand (* 5. Mai 1992) ist eine französische Duathletin und Triathletin. Sie ist amtierende ITU-Weltmeisterin Duathlon (2024) und ETU-Europameisterin Duathlon (2023).

## Werdegang
Im November 2021 belegte Marion Legrand in Spanien den dritten Rang bei der Weltmeisterschaft Duathlon.
Im April 2022 wurde Legrand in Bois de Boulogne französische Meisterin über 10 km.
Im Juli konnte sie im Duathlon-Rennen bei den World Games in Birmingham in der Staffel die Goldmedaille nach Frankreich holen, zusammen mit Maxime Hueber-Moosbrugger.
Im August wurde Legrand auf der Triathlon-Mitteldistanz Fünfte im Ironman 70.3 Vichy – das Rennen wurde ohne die Schwimmdistanz auf verkürztem Kurs ausgetragen.
Im März 2023 wurde Marion Legrand im italienischen Caorle Europameisterin Duathlon.

### Duathlon-Weltmeisterin 2024
Im Mai 2024 konnte die 32-Jährige auf der Mitteldistanz den Ironman 70.3 Pays d’Aix France für sich entscheiden. und im August wurde sie in Australien Duathlon-Weltmeisterin.
2025 wurde sie Vierte bei der Duathlon-WM in Spanien.

## Sportliche Erfolge
| Datum/Jahr | Rang | Wettbewerb                       | Austragungsort   | Zeit     | Bemerkung    |
| ---------- | ---- | -------------------------------- | ---------------- | -------- | ------------ |
| 2022       | 1    | Semi du Bois de Boulogne         | Bois de Boulogne | 01:13:06 | Halbmarathon |
| 2022       | 1    | Französische Meisterschaft 10 km | Bois de Boulogne |          |              |

| Datum/Jahr    | Rang | Wettbewerb                                   | Austragungsort | Zeit     | Bemerkung                                                                                          |
| ------------- | ---- | -------------------------------------------- | -------------- | -------- | -------------------------------------------------------------------------------------------------- |
| 22. Juni 2025 | 1    | ITU Duathlon World Championships Mixed Relay | Pontevedra     | 01:08:13 | mit Émile Blondel-Hermant                                                                          |
| 21. Juni 2025 | 4    | ITU Duathlon World Championships             | Pontevedra     | 01:25:10 | |
| 16. Aug. 2024 | 1    | ITU Duathlon World Championships             | Townsville     | 00:58:37 | Duathlon-Weltmeisterin                                                                             |
| 15. Juni 2024 | 1    | ETU Sprint Duathlon European Championships   | Coimbra        |          | Europameisterschaft Sprint-Duathlon                                                                |
| 29. Apr. 2023 | 9    | ITU Duathlon World Championships             | Ibiza          | 01:00:26 | 5 km Laufen, 20 km Radfahren und 2,5 km Laufen                                                     |
| 18. März 2023 | 1    | ETU Duathlon European Championships          | Caorle         | 00:54:43 | Europameisterschaft Duathlon                                                                       |
| 17. Sep. 2022 | 2    | ETU Duathlon European Championships          | Bilbao         | 00:54:05 | Vize-Europameisterin Duathlon                                                                      |
| 17. Juli 2022 | 1    | World Games 2022 Mixed Relay                 | Birmingham     | 01:18:25 | gemischte Staffel, zusammen mit Maxime Hueber-Moosbrugger                                          |
| 8. Mai 2022   | 1    | FRA Duathlon National Championships          | Châteauroux    | 01:01:03 | Duathlon-Staatsmeisterschaft                                                                       |
| 6. Nov. 2021  | 3    | ITU Duathlon World Championships             | Aviles         | 02:00:41 | ITU Weltmeisterschaft Duathlon                                                                     |
| 12. Juli 2021 | 1    | Powerman                                     | Embrun         |          | |
| 3. Juli 2021  | 2    | ETU Duathlon European Championships          | Târgu Mureș    | 00:57:54 | Europameisterschaft Duathlon (5 km Laufen, 20 km Radfahren und 2,5 km Laufen); hinter Audrey Merle |
| 14. Apr. 2019 | 3    | FRA Duathlon National Championships          | Noyon          | 00:58:20 | Duathlon-Staatsmeisterschaft                                                                       |
| 15. Apr. 2018 | 2    | FRA Duathlon National Championships          | Bondoufle      | 00:58:34 | Duathlon-Staatsmeisterschaft                                                                       |

| Datum/Jahr    | Rang | Wettbewerb                     | Austragungsort  | Zeit     | Bemerkung                          |
| ------------- | ---- | ------------------------------ | --------------- | -------- | ---------------------------------- |
| 19. Mai 2024  | 1    | Ironman 70.3 Pays d’Aix France | Aix-en-Provence | 04:21:32 |                                    |
| 20. Aug. 2022 | 5    | Ironman 70.3 Vichy             | Vichy           | 03:57:20 | Austragung ohne die Schwimmdistanz |
| 22. Mai 2022  | 8    | Ironman 70.3 Pays d’Aix France | Aix-en-Provence | 04:37:05 |                                    |

(DNF – Did Not Finish)
Marion Legrand lebt in Courbevoie.